# Klimatyzacja
Klimatyzacja – proces przetwarzania powietrza w pomieszczeniu, mający na celu utrzymywanie zadanych warunków klimatycznych, czyli odpowiedniego zakresu temperatur i wilgotności powietrza, zapewniających dogodne warunki do pracy i funkcjonowania człowieka (warunki komfortu) lub optymalne warunki dla określonego procesu przemysłowego (np. w przemyśle elektronicznym).
W języku potocznym mianem klimatyzacji określa się proces chłodzenia lub element/sprzęt wykonujący to zadanie (np. samochód osobowy z klimatyzacją).

## Czynniki chłodzące
Początkowo jako czynnik chłodzący stosowano od XIX wieku do lat 20. XX wieku dwutlenek węgla. Został on wyparty przez czynniki z grupy fluorowanych węglowodorów, które mogły być stosowane przy niższym ciśnieniu roboczym w układzie chłodzącym. Po wycofaniu fluorowęglowodorów stosowano czynnik R12 (dichlorodifluorometan), który miał dobre właściwości termodynamiczne i wolno ulatniał się z układu chłodzącego. Jako szkodliwy dla warstwy ozonowej został zgodnie z podpisanym w 1987 roku Protokołem Montrealskim wycofany z użytku. W następnych latach stosowany był czynnik R134a (tetrafluoroetan) o dobrych właściwościach termodynamicznych, jest on jednak gazem cieplarnianym o bardzo wysokim indeksie GWP (1300). W związku z tym w Stanach Zjednoczonych i Japonii producenci zostali zobowiązani do bardziej wydajnych układów chłodzących, co zmniejszy zużycie czynnika. W Europie samochody od 2011 roku miały być wyposażone w układy klimatyzacji, w których czynnik R134a miał zostać zastąpiony nowym, o indeksie GWP niższym niż 150. Koncerny motoryzacyjne zwlekały z wprowadzeniem nowych regulacji, ostatecznie weszły one w życie w 2014 roku. W Europie stosowane są czynniki HFO1234yf (tetrafluoropropen:  zbliżona charakterystyka termodynamiczna, indeks GWP=4) lub R744 (dwutlenek węgla, indeks GWP=1).

## Podstawowe zagadnienia
- Warunki komfortu

Komfort cieplny – zespół cech mikroklimatu, który powoduje dobre samopoczucie człowieka. 
Odczucia termiczne człowieka odnoszą się głównie do równowagi cieplnej całego ciała. Na równowagę tę wpływa: aktywność człowieka, odzież, jaką ma na sobie, jak również parametry otoczenia: temperatura powietrza, średnia temperatura promieniowania, prędkość przepływu powietrza i wilgotność względna. Na podstawie badań prof. Ole Fangera opracowano normę ISO, według której wrażenia cieplne ciała ludzkiego przewiduje się za pomocą wskaźników PMV i PPD.
Z doświadczeń inżynierów klimatyzacji wynika, że optymalne warunki dla ludzi wykonujących lekką pracę (np. praca biurowa) występują przy jednoczesnym spełnieniu następujących parametrów powietrza wewnętrznego:
– temperatura: lato 23 – 26 °C; zima 20 – 24 °C
– wilgotność względna: 40 – 60% (max 35 – 65%)
– prędkość powietrza w strefie przebywania ludzi: 0,2 – 0,5 m/s
Niezachowanie któregokolwiek z tych parametrów może powodować u ludzi odczucie duszności, parności lub przeciągu. W zależności jednak od aktywności i odzieży człowieka, przyjmuje się różne zakresy parametrów powietrza wewnętrznego.
Oprócz odczuć termicznych, równie istotnym elementem komfortu jest przebywanie w czystym powietrzu o odpowiedniej zawartości tlenu.
- Mikroklimat technologiczny

Proces technologiczny może również wymagać zapewnienia odpowiedniego mikroklimatu. Oprócz jednak określenia optymalnych parametrów powietrza wewnętrznego, ważnym elementem jest tu utrzymanie założonych tolerancji wahań temperatury i wilgotności względnej czy prędkości powietrza. 
Nierzadko również proces technologiczny wymaga utrzymania odpowiedniej czystości powietrza (mechanicznej, chemicznej, mikrobiologicznej).
- Warunki zewnętrzne

Instalacja klimatyzacji musi być przygotowana do zapewnienia wymaganych przez użytkownika warunków wewnętrznych w każdych warunkach meteorologicznych. Na podstawie badań sporządzono tablice z obliczeniowymi parametrami zewnętrznymi takimi jak: temperatura, wilgotność powietrza, wietrzność i nasłonecznienie.
Dane takie publikuje m.in. US The Department of Energy na stronie weather data – są to informacje z 6 kontynentów i ponad 100 krajów na świecie. 
Na terenie Polski parametry obliczeniowe powietrza zewnętrznego określa norma PN-76/B-03420. Została ona opracowana na podstawie danych meteorologicznych z lat 1920–1960, co nie jest adekwatne do obecnych warunków pogodowych. Przyjmowanie entalpii zewnętrznej (temperatura +wilgotność) wymaga obecnie zupełnie innego podejścia, opartego na określeniu czasu dotrzymania parametrów w pomieszczeniach przez 95% w skali roku lub 10 lat. Takie nowe podejście pokazuje nowa norma PN-EN15251 w załączniku G. Jednak nowe podejście wymaga stworzenia narzędzi komputerowych weryfikujących dane meteorologiczne z określonego okresu lat wstecz. Dodatkowo dla różnych obiektów wymagany poziom dotrzymywania warunków termiczno-wilgotnościowych jest różny. W przypadku mieszkań wystarczy 95%, natomiast  dla strategicznej serwerowni potrzeba zagwarantować 100% i uwzględnić temperatury ekstremalne, co wiąże się z poniesieniem dużo wyższych nakładów inwestycyjnych.
- Parametry techniczne – sprawność

Sprawność urządzeń chłodzących i grzewczych określają dwa podstawowe wskaźniki wyrażane w W / W
EER (ang. Energy Efficiency Ratio) – Współczynnik wydajności chłodniczej – wyrażający stosunek mocy chłodniczej do mocy pobranej przez sprężarkę urządzenia chłodniczego
COP (ang. Coefficient Of Performance) – Współczynnik wydajności energetycznej – wyrażający stosunek mocy grzewczej do mocy pobranej przez urządzenie grzewcze
Miejsce na czerpnie powietrza powinno znajdować się od strony północnej lub wschodniej budynku na wysokości minimum 3 m nad poziomem terenu.
- Ilość powietrza wentylacyjnego

- Procesy klimatyzacyjne

- Urządzenia do obróbki powietrza

- Akustyka

## Obowiązujące w Polsce akty prawne
- Prawo budowlane,
  - Rozporządzenie Ministra Infrastruktury z dnia 12 kwietnia 2002 r. w sprawie warunków technicznych, jakim powinny odpowiadać budynki i ich usytuowanie (Dz.U. z 2022 r. poz. 1225)
    - PN-83/B-03430 – Wentylacja w budynkach mieszkalnych zamieszkania zbiorowego i użyteczności publicznej. Wymagania – wraz ze zmianą PN-83/B-03430/Az3:2000 (całość normy),
    - PN-78/B-03421 – Wentylacja i klimatyzacja. Parametry obliczeniowe powietrza wewnętrznego w pomieszczeniach przeznaczonych do stałego przebywania ludzi (całość normy) - norma wycofana 07.09.2015,
    - PN-87/B-02151.02 – Akustyka budowlana. Ochrona przed hałasem pomieszczeń w budynkach. Dopuszczalne wartości poziomu dźwięku w pomieszczeniach (całość normy).

Pozostałe Polskie Normy dotyczące powyższej dziedziny są do dobrowolnego stosowania. Ich zestawienie można znaleźć na stronach Polskiego Komitetu Normalizacyjnego w dziale:
Wyróżnik ICS: 91.140.30 Systemy wentylacyjne i klimatyzacyjne.